# Avenue Victor Moreau
L'avenue Victor Moreau est une rue bruxelloise de la commune d'Auderghem qui relie l'avenue Guillaume Van Nerom à la rue Franciscus Vandevelde sur une longueur de 50 mètres.

## Historique et description
Cette rue fait partie de la seconde cité-jardin construite à Auderghem dans les années 50 par la société Les Habitations et Logements à Bon Marché (HLBM)
Le 25 avril 1952, le conseil donna à cette rue (en construction) le nom d'un prisonnier politique, Victor Moreau[réf. souhaitée].
Les HLBM ont commencé la construction par les numéros 4, 6 et 8, le 3 avril 1952.